# Белорусский отрезной купон
Карточка потребителя (бел. картка спажыўца) — отрезные купоны, отпечатанные на одном листе, являющиеся фактически первым государственным выпуском бумажных денег независимой Беларуси. Они применялись в соотношении 1:1 при покупке продуктовых или дотируемых товаров в магазинах как приложение к советскому и российскому рублю.
Купоны вводились для обособления республиканского денежного обращения при циркуляции советского рубля с целью защиты внутреннего потребительского рынка.

## История
Постановлением Совета министров Республики Беларусь № 423 от 14 ноября 1991 года «О дополнительных мерах по защите потребительского рынка республики» с января 1992 года были введены одноразовые купоны для обращения совместно с советским рублём.
Правительство Беларуси предполагало, что эти одноразовые купоны с 1 июня 1992 года должны быть заменены на многоразовые, однако они продолжали существовать и после введения в мае 1992 года собственной валюты Беларуси — белорусского рубля.
Выдавались купоны по месту работы, службы или учёбы по предоставлению паспорта с пропиской. Пенсионеры получали купоны вместе с пенсией. На детей карточки потребителя выдавались через ЖЭС.
Продавец был вынужден вырезать нужное количество купонов на сумму покупки и пересчитывать их после смены, причём вырезать купоны заранее было запрещено, так как карточки были именными, а сами купоны имели только номинал.
В конце 1992 года их уже повсеместно уничтожали за ненадобностью.

## Описание
Полные листы карточек имели одноразовые отрезные купоны разных номиналов.
Карточки были именные, и по виду оформления адресного поля отпечатаны в двух сериях. Каждая карта имела суммарный номинал мелких купонов в 20, 50, 75, 100, 200, 300 и 500 рублей.
Карточки I серии печатались с середины января 1992 года. Серия насчитывала шесть номиналов от 20 до 300 рублей.
У карточек I серии адресный центр был покрыт сплошным фоном с надпечатанным жёлтым ромбом. По правому краю каждого купоны проходили жёлтые полоски. Но из-за плохой читаемости адресного текста было принято решение о печати карточек с белыми прямоугольниками в адресном центре. Такие карточки и стали II серией.
С февраля 1992 года все типографии перешли на печать карточек II серии. В том же месяце с учётом инфляции добавлен новый номинал — 500 рублей.

### Первая серия

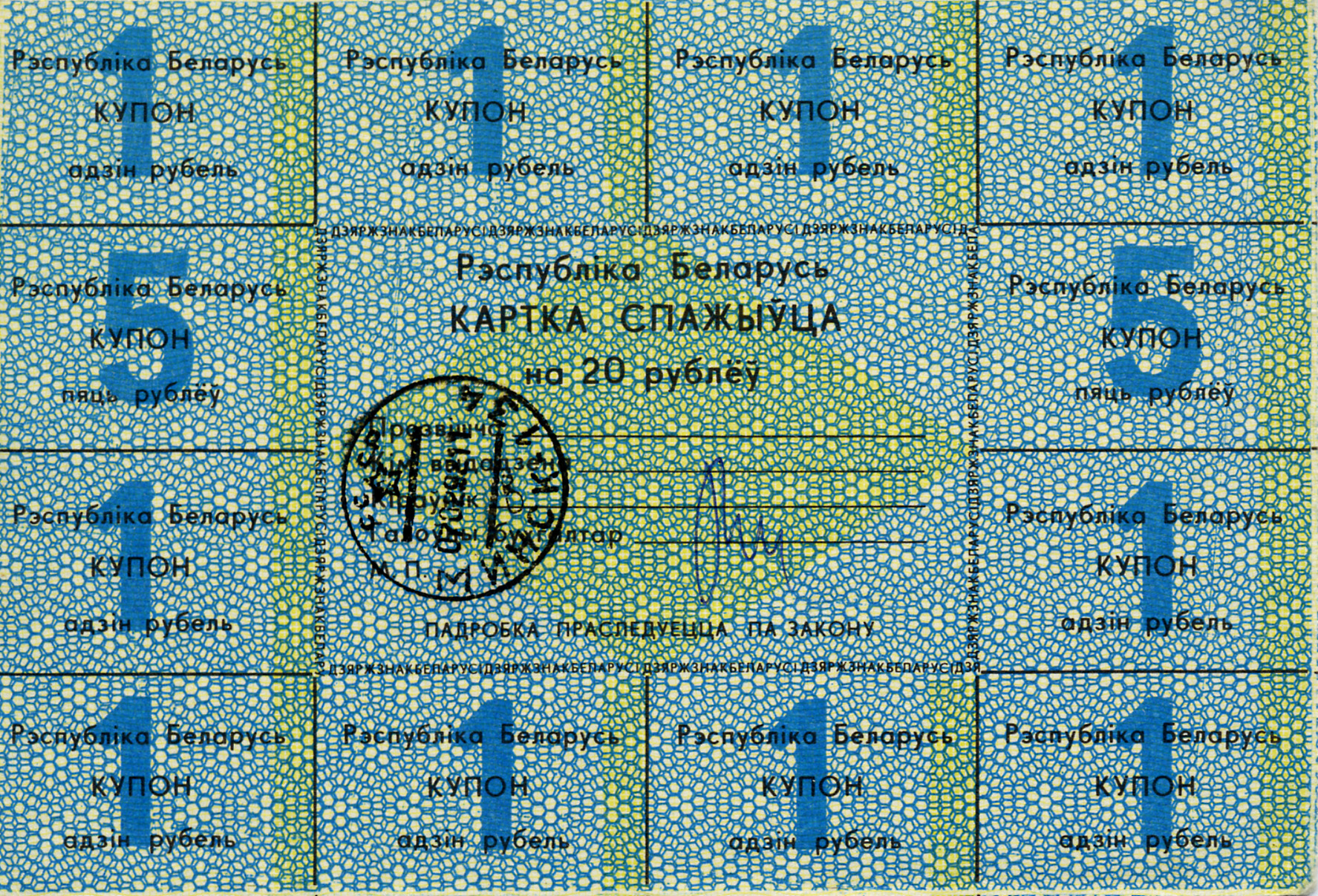
20 рублей
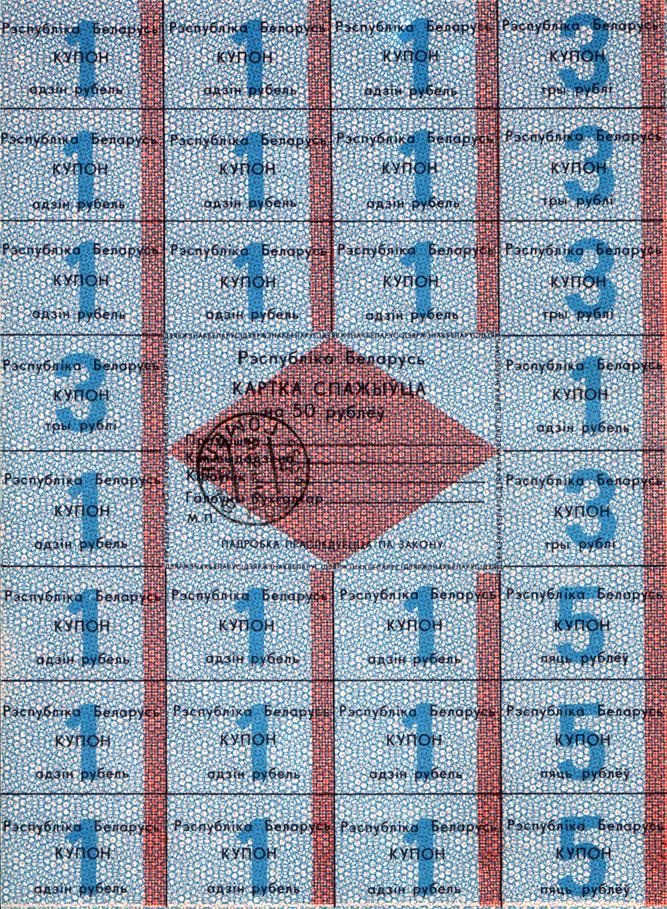
50 рублей
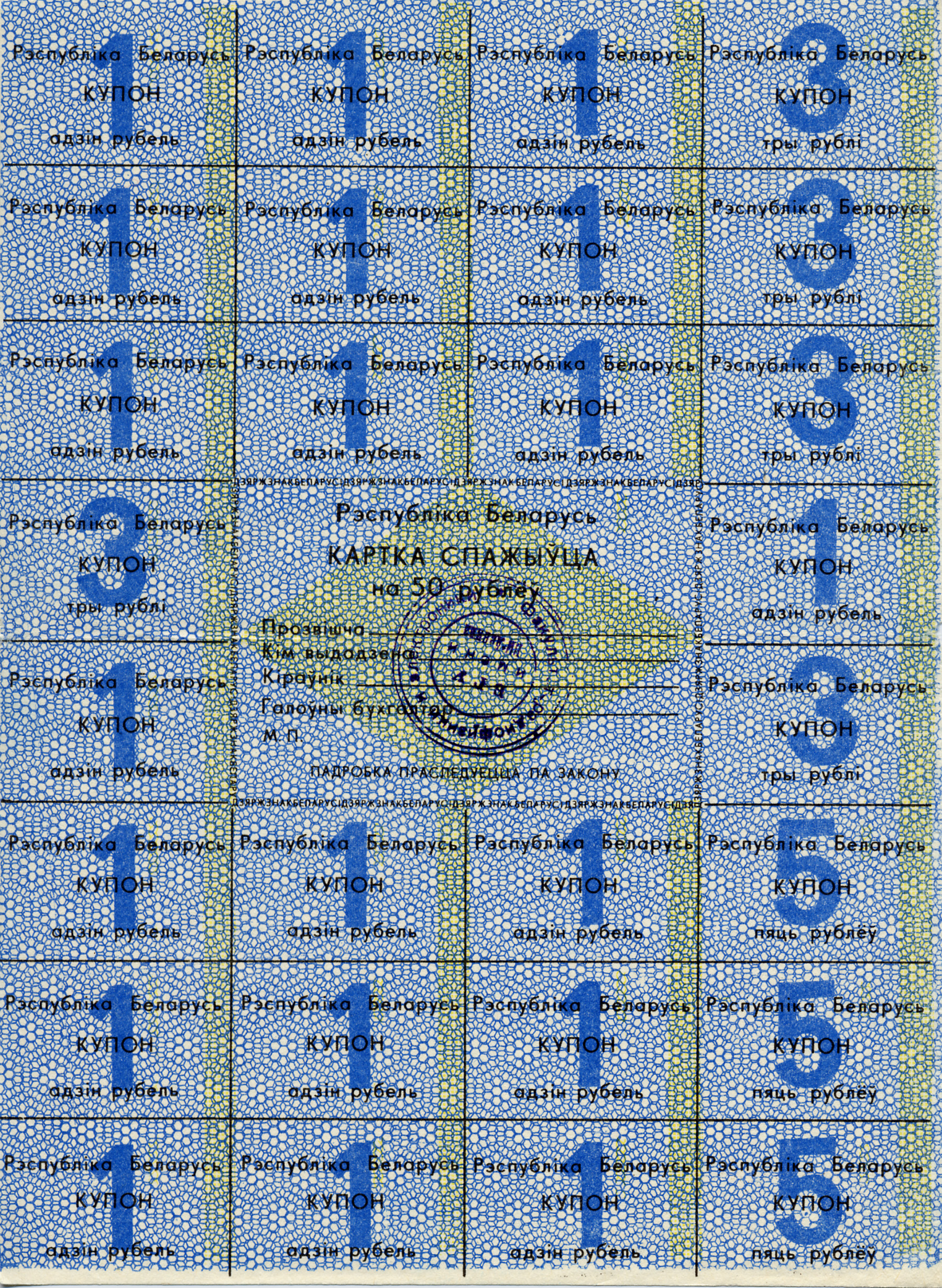
50 рублей
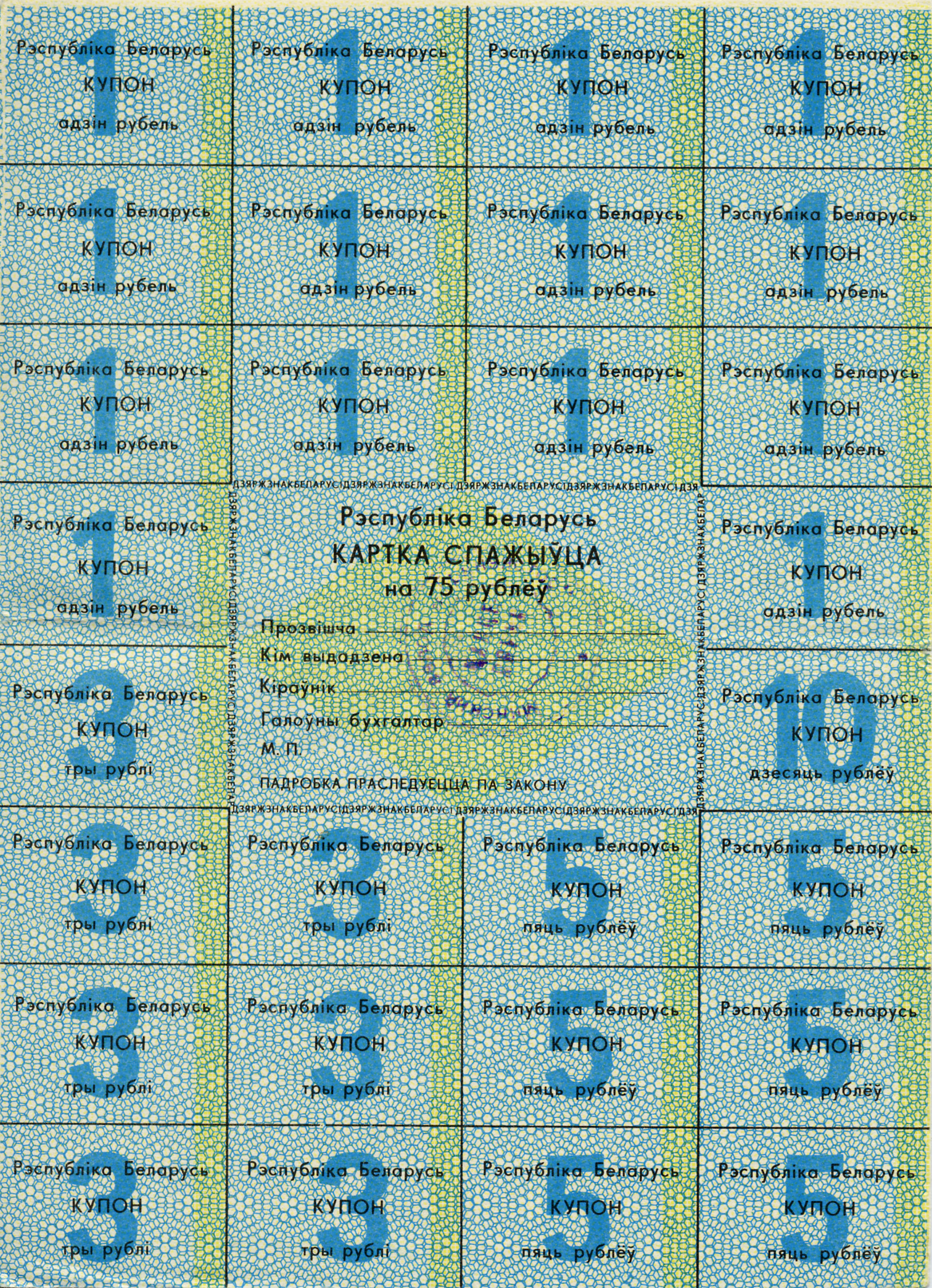
75 рублей
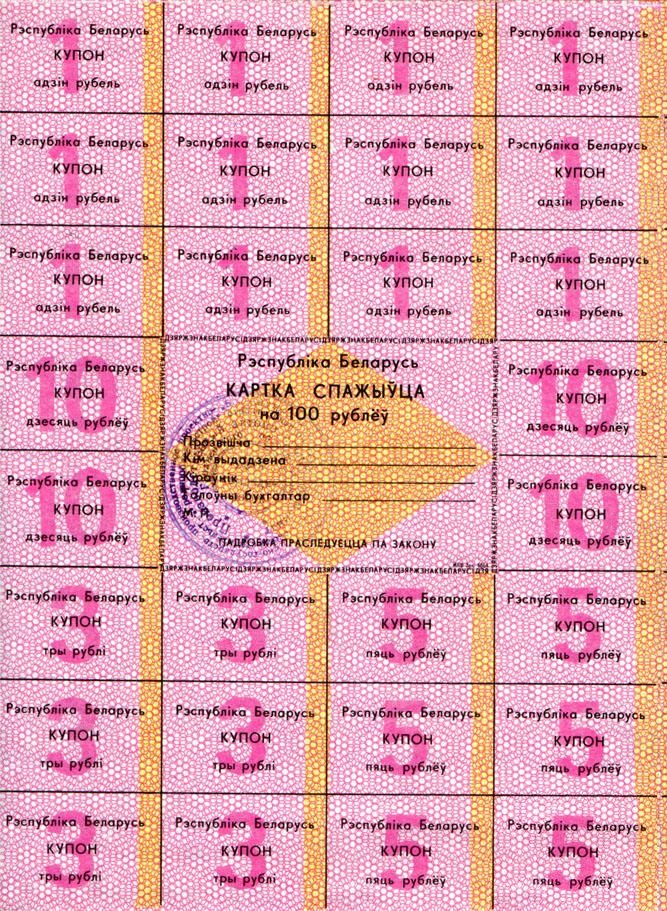
100 рублей
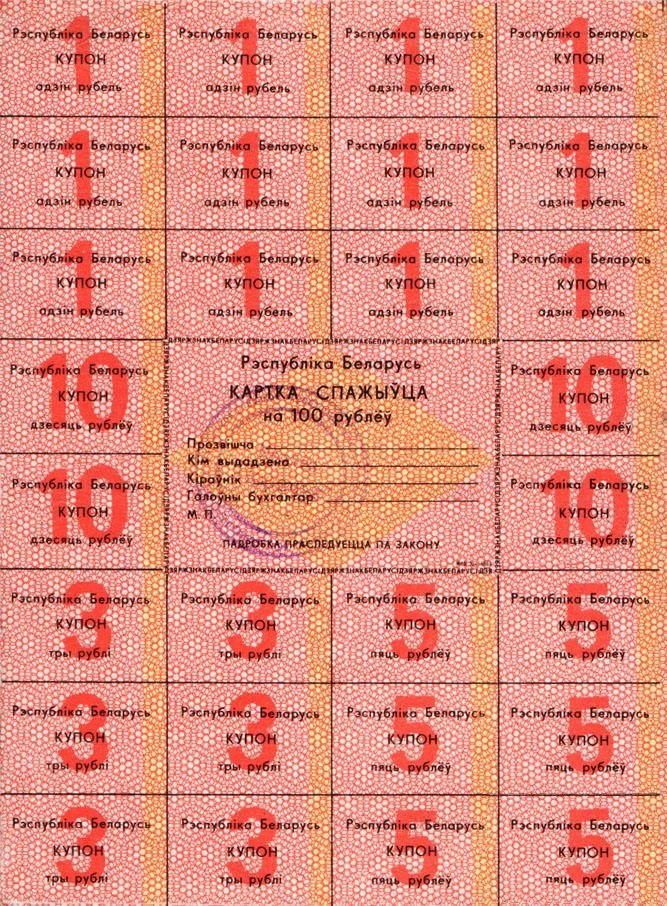
100 рублей
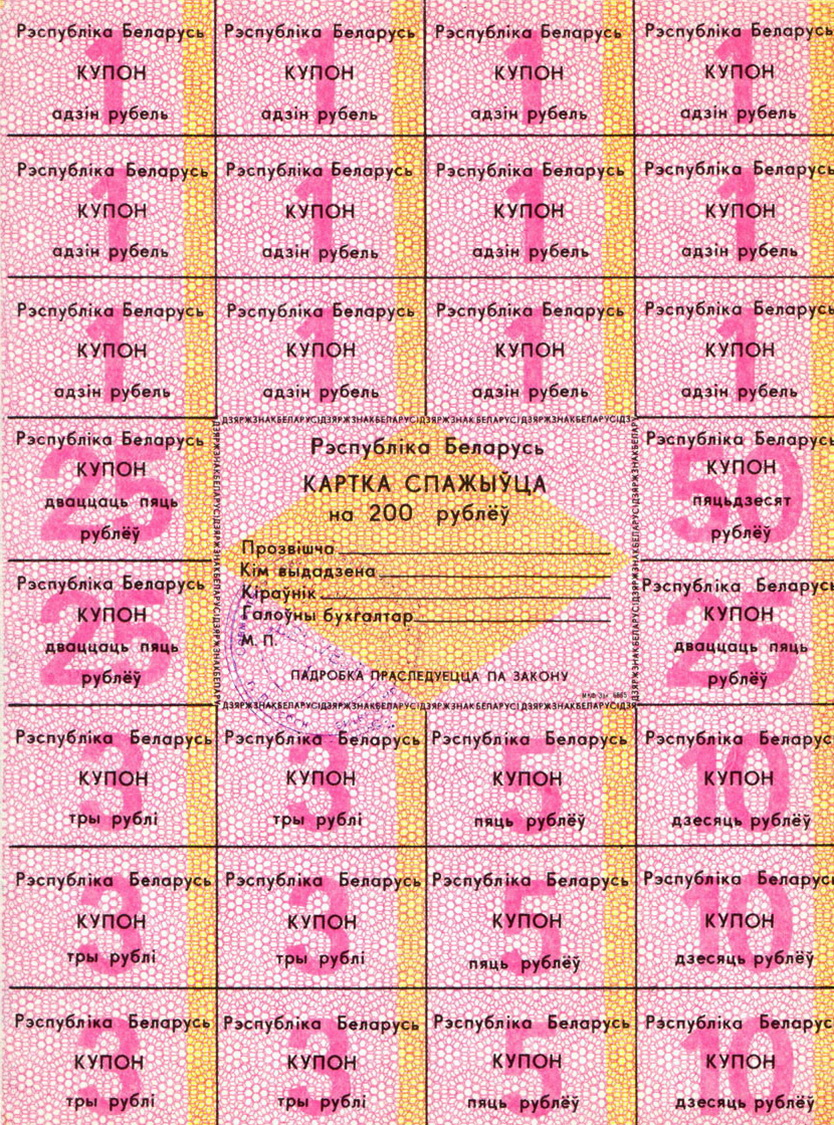
200 рублей
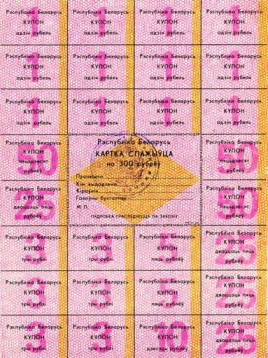
300 рублей
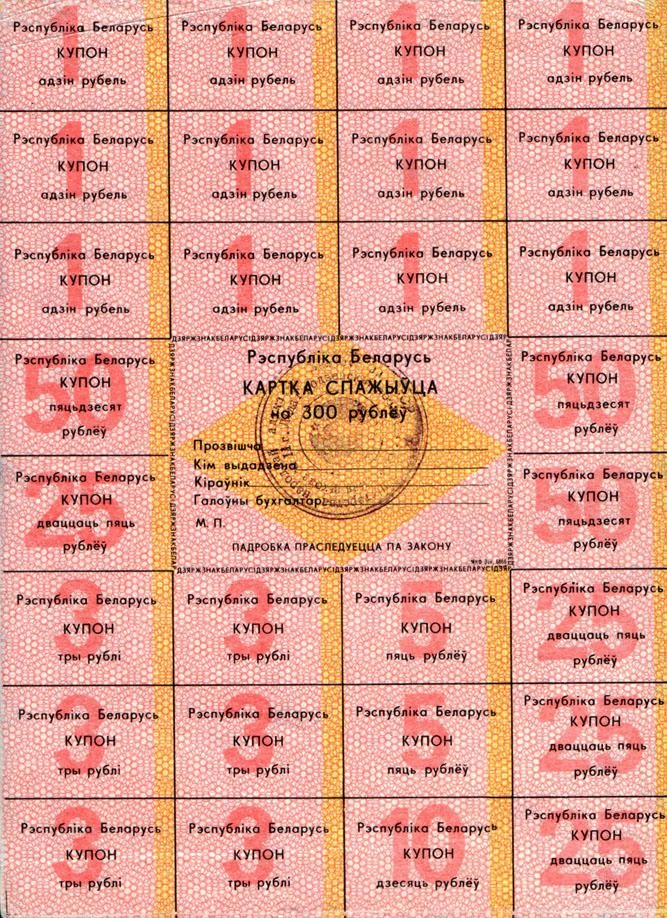
300 рублей

### Вторая серия

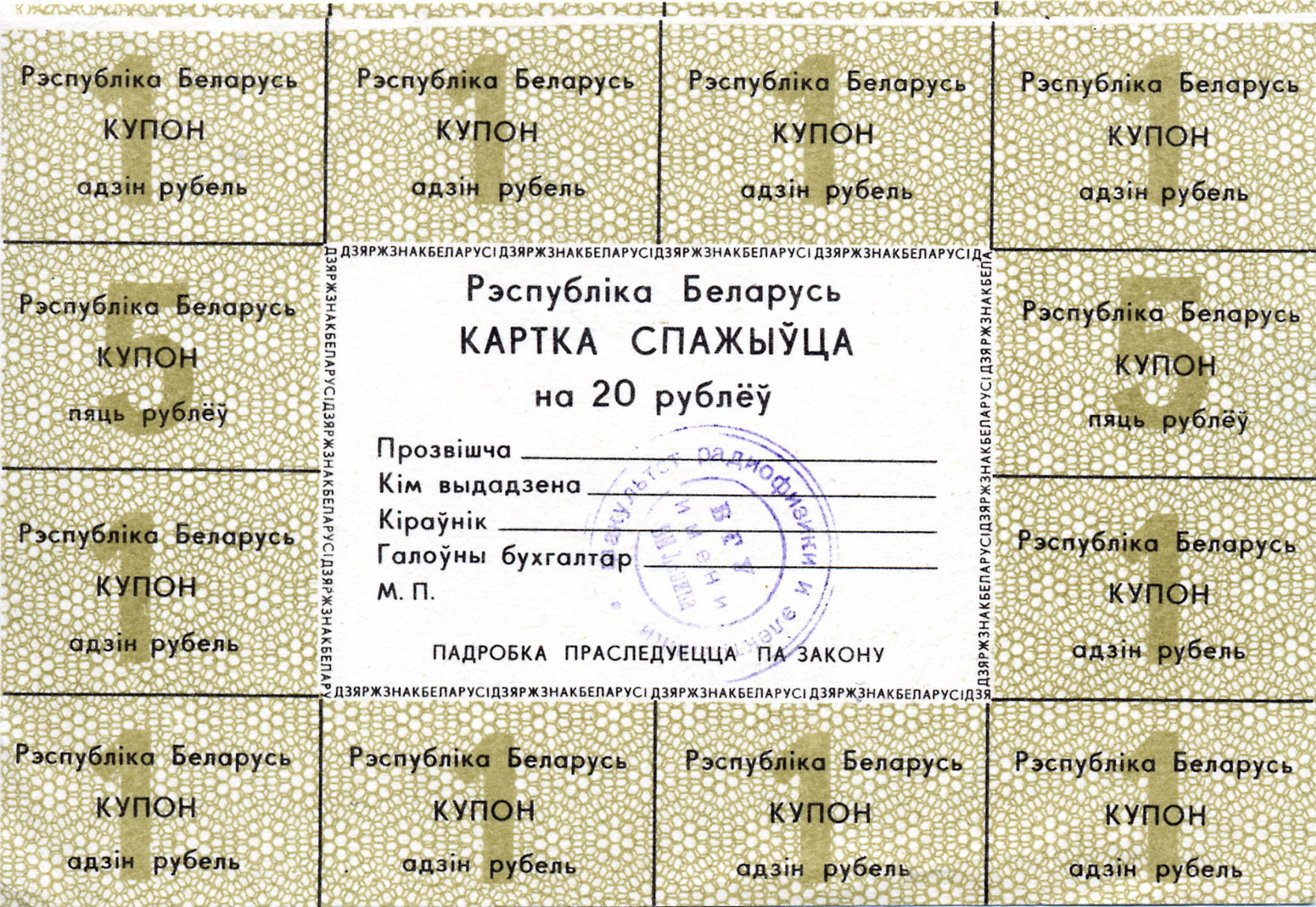
20 рублей
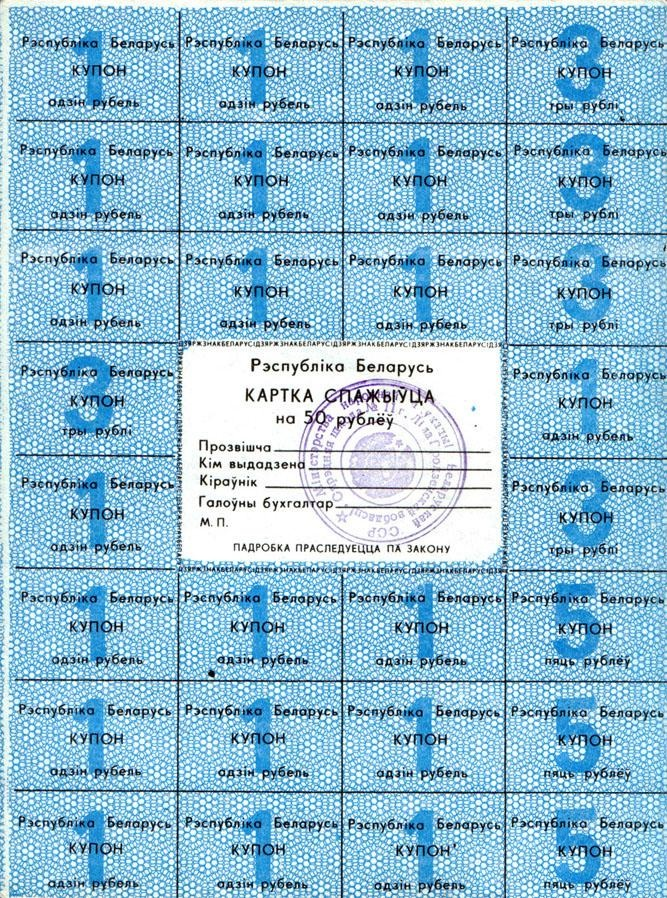
50 рублей
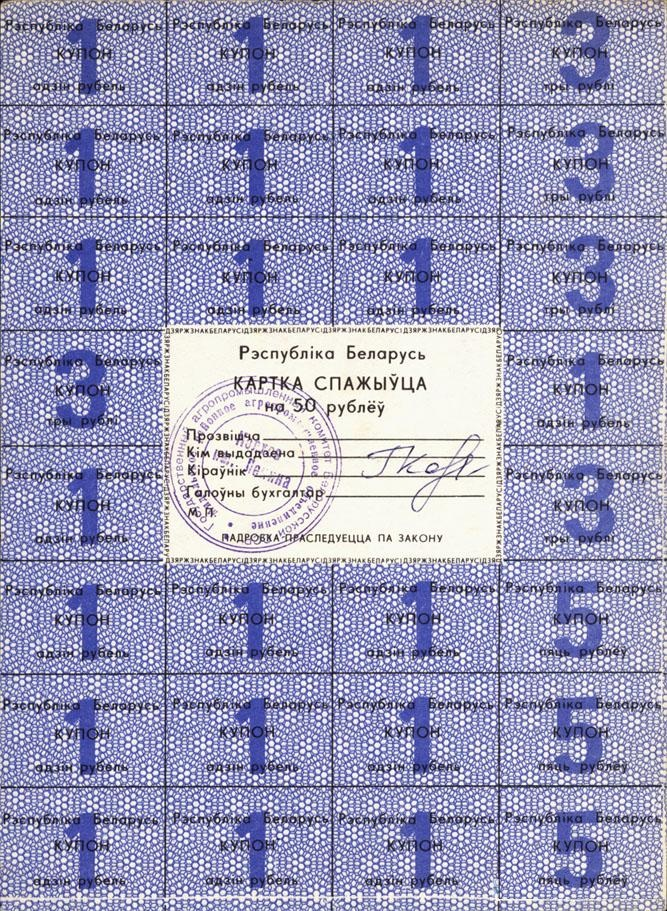
50 рублей
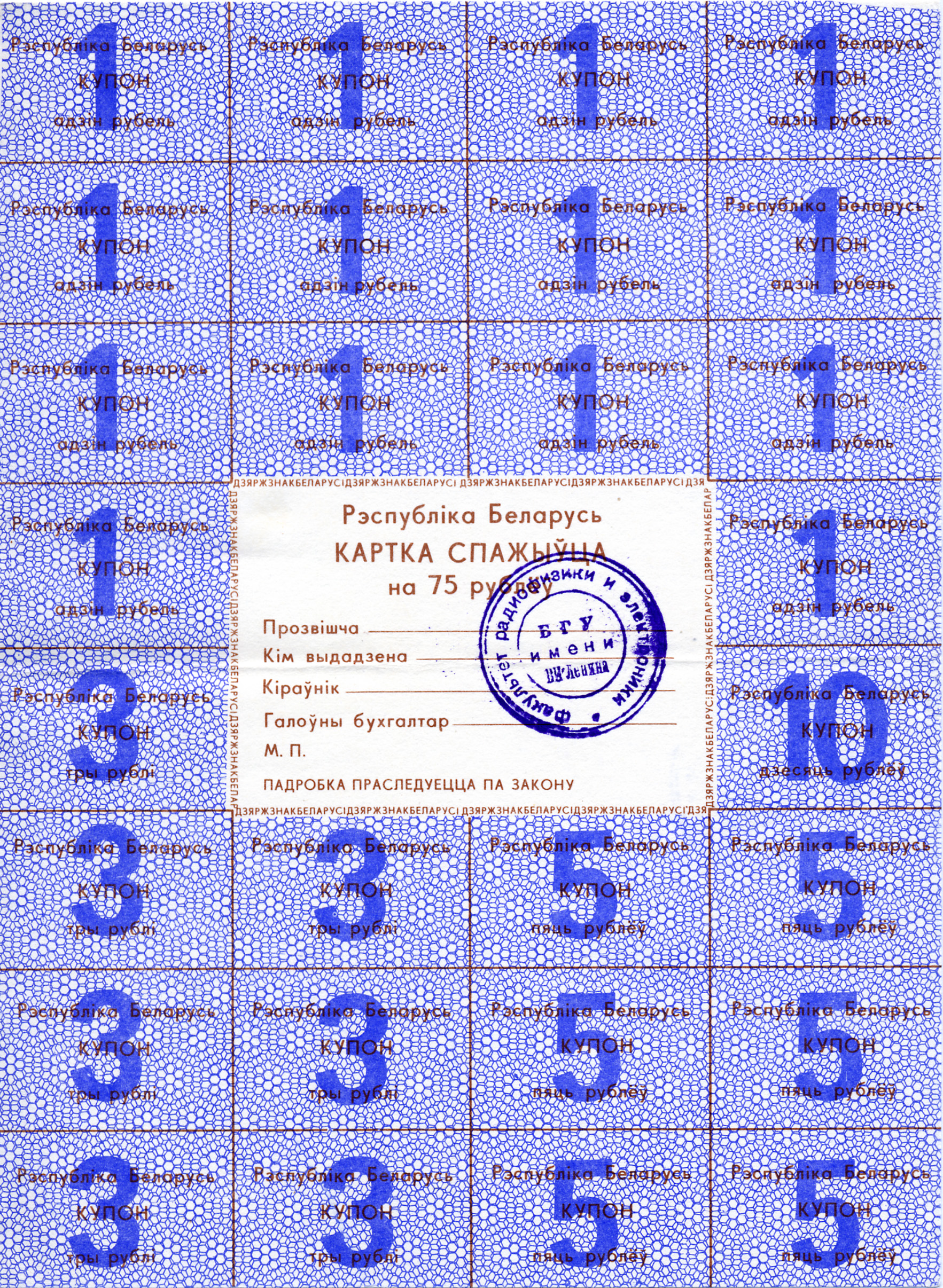
75 рублей
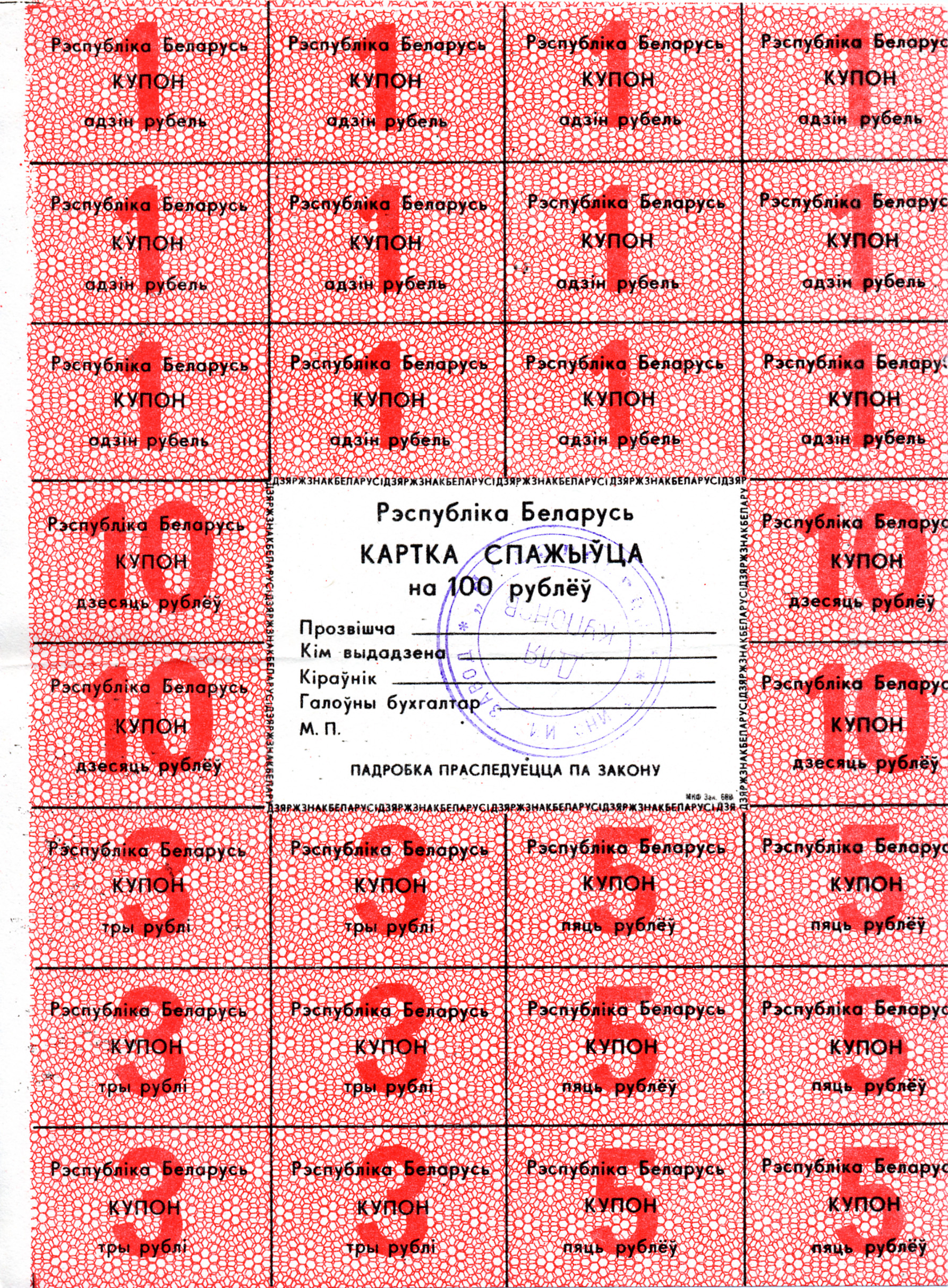
100 рублей
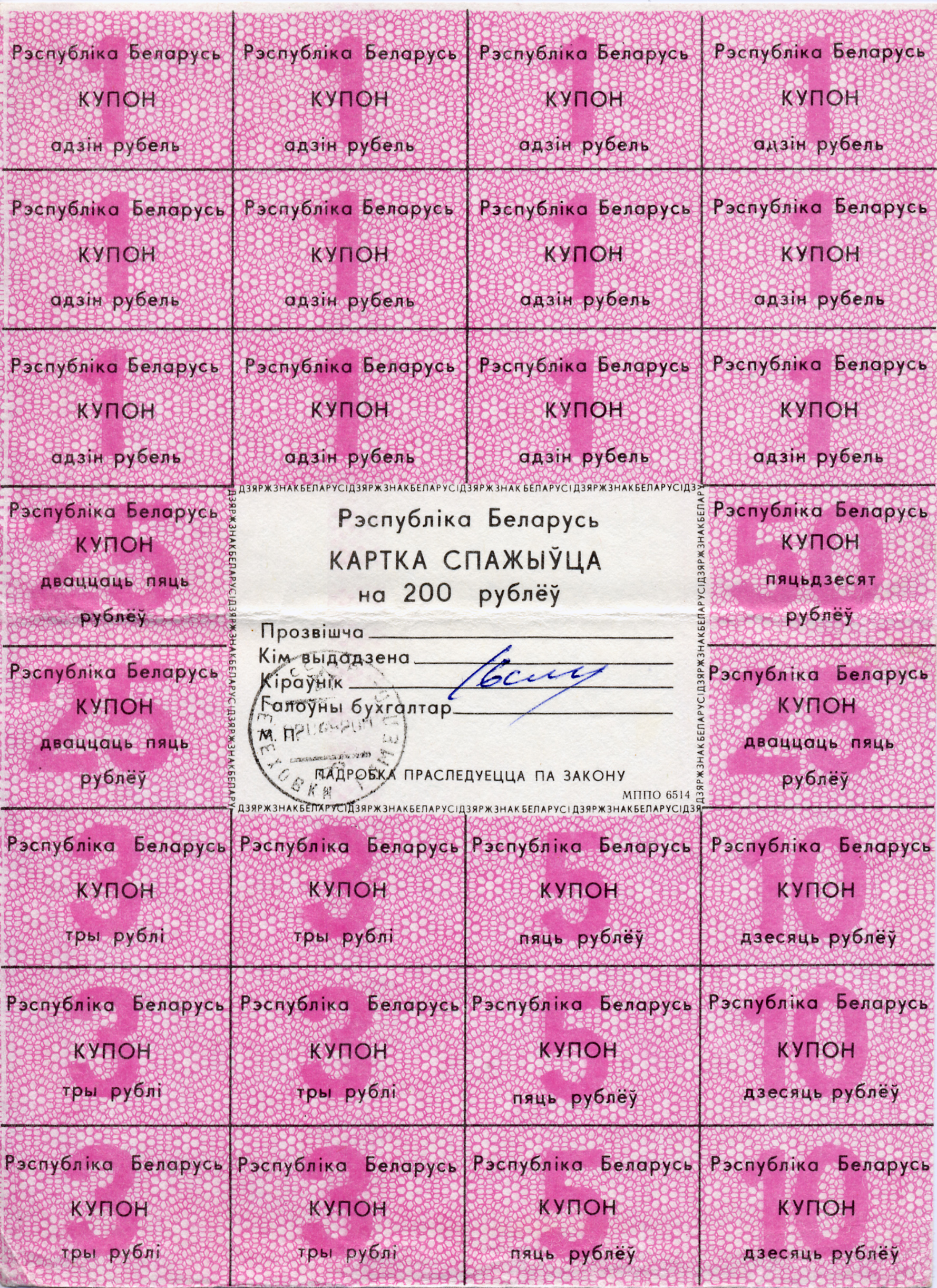
200 рублей
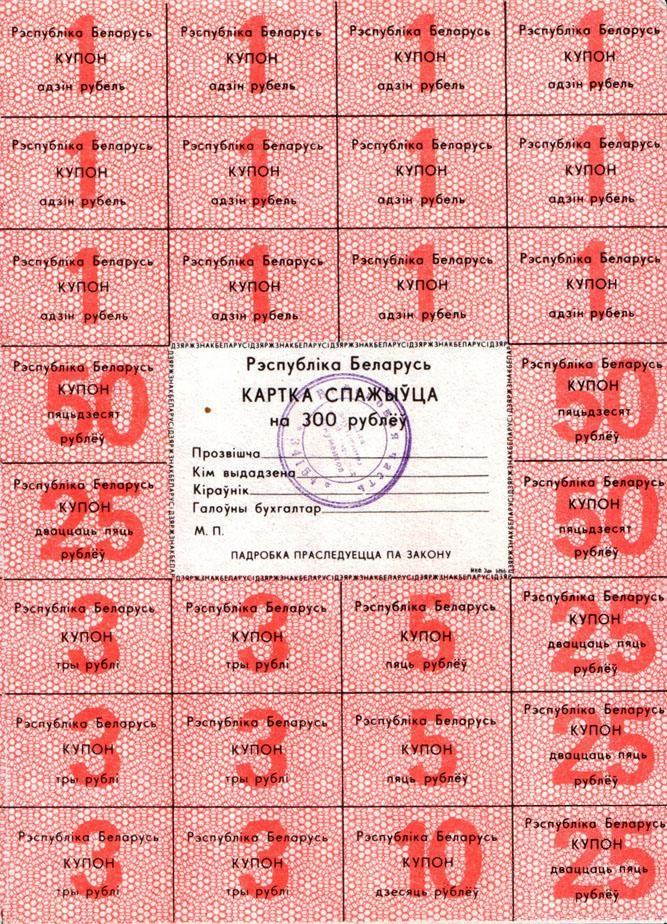
300 рублей
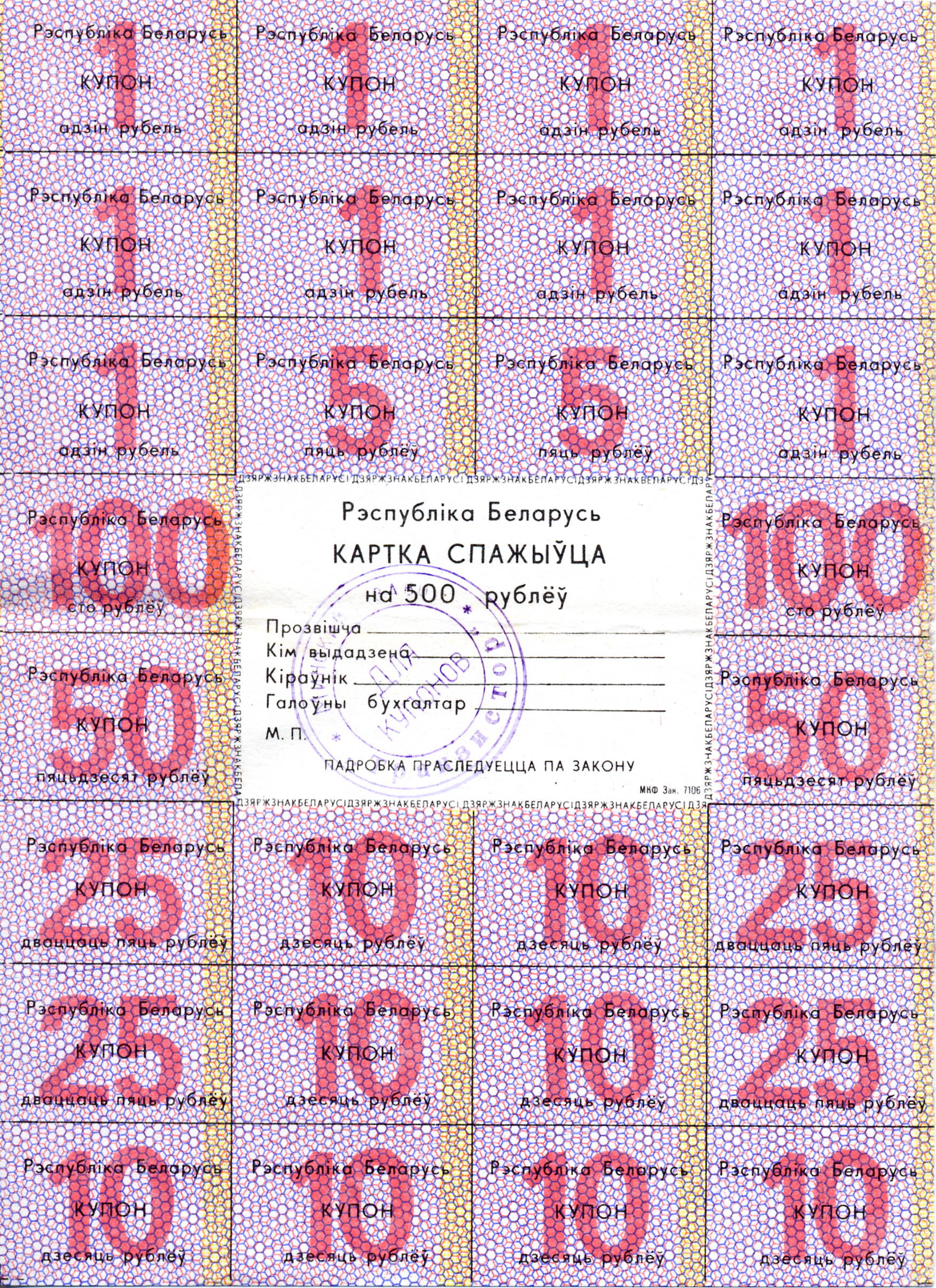
500 рублей